# Zoran Džorlev

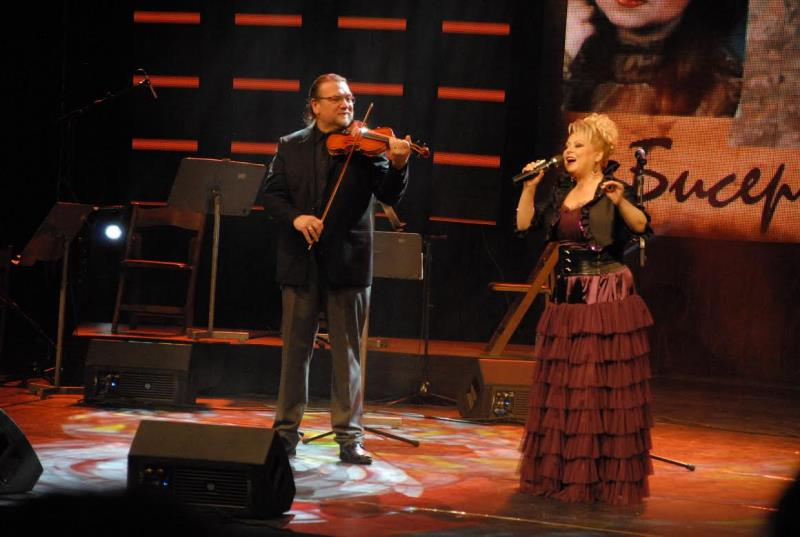
Zoran Džorlev (links) mit Suzana Spasovska, 2016

Zoran Džorlev (mazedonisch Зоран Џорлев; * 10. Januar 1967 in Strumica, Jugoslawien; † 1. Januar 2021 in Skopje, Nordmazedonien) war ein nordmazedonischer Violinist.

## Leben
Bereits in seiner frühen Kindheit spielte Zoran Džorlev Trompete, Akkordeon, Gitarre und Klavier. Im Grundschulalter zog er mit seiner Familie nach Skopje. Im Alter von 10 Jahren begann er Violine zu spielen. Er schloss 1989 sein Violine-Studium an der Universität Skopje ab.
Schwerpunktmäßig spielte er Musik aus den Bereichen Folklore und Pop, daneben aber auch Klassik und Jazz. Er gehörte 14 Jahre lang dem Orchester des Nationalen Opern- und Balletthauses Skopje an.
Von 2011 bis 2017 war er Leiter des Folkloreensembles Tanec. 2016 strahlte das mazedonische Fernsehprogramm MRT 1 eine mehrteilige, von Džorlev produzierte und moderierte Musiksendung namens Po patot na pesnata (Auf dem Weg der Lieder) aus, in der er mit einem kleinen Orchester verschiedene Städte besuchte und gemeinsam mit dort lebenden Musikern Volksmusik spielte.
Daneben unterrichtete er ab 2000 Violine an der Staatlichen Musik- und Ballettschule „Ilija Nikolovski Luj“ (DMBUC) in Skopje, deren Direktor er auch von 2007 bis 2011 war.
Džorlev starb im Alter von 53 Jahren in einem Krankenhaus in Skopje an Komplikationen einer COVID-19-Erkrankung.

## Familie
Zoran Džorlev war ein Sohn des Komponisten und Orchesterleiters Nasko Džorlev (1932–2006). Seine beiden Söhne sind ebenfalls Musiker.

## Diskographische Hinweise
- Ne kažuvaj libe, CD 2008, Diro DIRO001
- (mit Suzana Spasovska): Maestro Zoran Džorlev i Suzana Spasovska – violina i glas, CD 2014, ST Produkcija 017СТ
- The Voice of the Violin. Traditional Macedonian Song, CD 2014, ST Produkcija 005ST
- (mit Bedrija Sinanoski):  Dzorlev & Bedzo – Evergreen World Music, CD 2014, ST Produkcija 020СТ